# Яків Фростиг
Яків Петро Фростиг (Jakub Piotr Frostig) (нар. 25 березня 1896, Белз, Україна ― пом. 21 жовтня 1959, Лос-Анджелес, США) ―польський і американський психіатр, автор підручника з психіатрії, директор психіатричної лікарні в Отвоцьку, один з піонерів в області шокової терапії у Польщі та США.

## Життєпис
Народився 25 березня 1896 року в місті Белзі Сокальського району Львівської області у прогресивній єврейській родині. Його батьки, Генрі Фростиг, був практикуючим терапевтом в Белзі з 1897 року і мати, Рейчел Лі Фростиг. З 1906 по 1914 рік відвідував VI Гімназію у Львові. Закінчив її з відзнакою. Згодом розпочав навчання в Віденському університеті. Через початок Першої Світової Війни він залишив навчання. У 1916 році був призначений в австрійську армію і воював на російському фронті, отримав чин поручника і був нагороджений срібною медаллю за відвагу другого класу. У 1921 році продовжив свої дослідження в галузі психіатрії під керівництвом Вагнера-Яурегга, Пауля Шильдера, Йозефа Герстмана і Костянтина фон Економо. Він коротко проаналізував Отто Феніхеля. Його учителем був Адольф Шторх. У 1922—1932 рр. жив у Львові, працював в неврологічно-психіатричній палаті загальної лікарні та як менеджер аналогічного відділення у Військовій лікарні. У 1924 р. нострифікував диплом у Варшавському університеті Яна Казимира у Львові. Він розробив двотомний посібник з психіатрії (Psychjatrja), опублікований в 1933 році Національним інститутом імені Оссолінських з передмовою Олександра Домзевича. Яків Фростиг належав до редакції «Психіатричного щорічника» і був членом Польської психіатричної асоціації.
1 серпня 1932 р. став директором психіатричної лікарні «Зоф'ювка» («Zofiówka») в Отвоцьку. Згодом видав монографію німецькою мовою «Das schizophrene Denken: Phanomenologische Studien zum Problem der wiersinningen Sätze».
Його найвидатнішим досягненням було модифікація методу лікування шизофренії високими дозами інсуліну. Особисто він зібрав значний матеріал і опублікував його своїми власними коштами. Яків Фростиг був одним з піонерів електросудинної терапії.
У 1938 році він виїхав до Сполучених Штатів Америки, де був запрошений на посаду лікаря в Harlem Valley State Hospital. Яків продовжував працювати над впливом інсуліну на хворих шизофренією. Потім він переїхав до Каліфорнії, де працював в Cedars of Lebanon Hospital, викладав психіатрію в Медичному коледжі Євангелістів і був консультантом у відділі психології в Університеті Південної Кароліни. Яків Фростиг відіграв важливу роль у розвитку світової психіатрії.
З 1924 року одружився з Маріанною Беллак (1906―1985, яка розробила відомий метод виховання дітей з особливими потребами. Також відома у галузях педагогіки, психології та неврології. У 1947 році вона заснувала Центр Фростига в Пасадені, штат Каліфорнія. У них був син, Томас, і дочка Анна-Марія, одружена з фізиком Чарльзом Робертом Міллером. 
Помер від ішемічної хвороби серця в 1959 році. Похований на приватному цвинтарі Форест-Лаун у Глендейлі. Серед друзів Фростига були Людвік Флек, Казімеж Твардовський та Бруно Шульц. Пацієнткою Фростига була Ірена Сольська.

## Вибрані твори
- Аналіз концертної передачі як приклад методу. Польська газета "Лікарська 5" (16, 17), 303-305, 325-327, 1926
- Das Schizophrene Denken: Phänomenologische Studien zum Problem der Widersinnigen Sätze. Лейпциг: Georg Thieme, 1929
- Beitrag zur Phänomenologie der autistischen Gestalts- und Wortneubildung: Il detrincocher[20]. 1930
- Versuch einer Pharmakotherapie psychovegetativer Symptome im Wege einer Umschaltungssperre[21]. 1932
- Анестезія: Медичний альманах на 1932 рік. Варшава, 1932 (с. 111-116)
- Психіатрія. Львів: Видавництво Закладу народів ім. Оссолінських, 1933
- Психопатологія дітей та молоді: Лемпицький С. (ред.) Енциклопедія освіти. Т. 1. Освіта. Варшава: наш книжковий магазин, 1933 р. (Стор. 399-434)
- Про лікування шизофренії при гіпоглікемічних станах. Медичні знання 10 (9), 257-261, 1936
- Техніка інсуліно-шокової терапії. Сан-Франциско, 1939 р.
- Ueber die Beeinflussung der Ausscheidung von Veronal durch kleine Diuretindosen,[22] 1933
- Frostig JP, Persyko J, Persyko H. The quotient of blood sugar fall. A contribution to the question of insulin sensitization. American Journal of Psychiatry 94, ss. 226–229, 1938
- Technique of Insulin-Shock Therapy. San Francisco, 1939
- Himwich HE, Frostig JP, Fazekas JF, Haddidian Z. The Mechanism of the Symptoms of Insulin Hypoglycemia. American Journal of Psychiatry 96, 371–385, 1939
- Clinical, Electroencephalographic, and Biochemical Changes During Insulin Hypoglycemi,[23] 1939
- The Effect of Cocarboxylase upon Metabolism and Neuro-Psychiatric Phenomena in Pellagrins with Beriberi [24]
- Clinical Observations in the Insulin Treatment of Schizophrenia. Preliminary Report. American Journal of Psychiatry 96, 1167–1190, 1940
- Frostig JP, Spjes TD. The Initial Nervoue Syndrome of Pellagra and Associated Deficiency Diseases. American Journal of the Medical Sciences 199 (2), 268-274, 1940
- Frostig JP, Schreiber J, Bennett CR, Thomas GF. Insulin convulsions, a method of prevention. American Journal of Psychiatry 98, 369–373, 1941
- Frostig JP, Rossman IM, Cline WB, Schwoerer O. Protracted shock: its cause and its prevention. American Journal of Psychiatry 98 (2), 192–195, 1941
- Frostig JP, Harreveld A, Reznick S, Tyler DB, Wiersna CAG. Electronarcosis in animals and in man. Archives of Neurology and Psychiatry 51 3), 232–242, 1944